# مصلحت
مصلحت هي بلدة في مقاطعة آلتينقال في ولاية أنديجان في أوزبكستان.